# باول كلايتون (مغني)
باول كلايتون (بالإنجليزية: Paul Clayton)‏ هو عالم موسيقى ومغني أمريكي، ولد في 3 مارس 1931، وتوفي في 30 مارس 1967 بسبب صعق كهربائي.

## وصلات خارجية
- باول كلايتون على موقع ميوزك برينز (الإنجليزية)
- باول كلايتون على موقع ديسكوغز (الإنجليزية)